# Инкуб
И́нку́б (инкубон, инкубониус, лат. incubus, от incubare, «возлежать сверху») — в средневековых легендах распутный демон, ищущий сексуальных связей с женщинами, персонаж низшей мифологии народов Европы. Его также называют: нем. alb. Соответствующий ему демон, появляющийся перед мужчинами, называется суккуб.

## Внешний вид инкубов
В большинстве случаев инкуб описывается как безобразное существо, часто напоминающее козла (один из образов дьявола), хотя такой внешний вид приписывался большинству демонов во времена средневековья. Так, в «Compendium Maleficarum» (1608) сказано: «Инкуб может принимать и мужское, и женское обличье, иногда он появляется как мужчина в самом расцвете сил, иногда как сатир; перед женщиной, которая известна как ведьма, он обычно принимает образ похотливого козла». Среди других образов фигурируют инкубы в обличье собаки, кошки, оленя, быка, косули, птицы, особенно ворона или аиста, а также в виде змеи. Однако даже звериный облик не мешал инкубу иметь плотские отношения с женщиной.
Хотя сама склонность инкуба к распутству не подвергалась сомнению, в средние века имели место некоторые дискуссии по поводу того, как бесплотные демоны могут обретать тело и сходиться с женщинами. Один из поздних демонологов, Синистари (умер в 1701) объяснял, что демон может принять телесную оболочку, вселяясь в другого человека, или создавая себе тело из различных материалов. Другие полагали, что демоны используют для этих целей трупы, особенно тела недавно повешенных людей.
Чуть позже суеверные люди говорили, что инкуб — это бесплотная тень. Но такой он не всегда. Когда исчезает дневной свет или же каким-нибудь другим образом становилось темно или же просто сумеречно, инкуб принимал вид мужчины.

## Семя инкубов
Ещё больше споров возникало вокруг вопроса о происхождении семени инкубов.
Одни полагали, что от инкуба возможно забеременеть, поскольку демон собирает семя трупов или семя, испускаемое во время ночных извержений или мастурбаций, и «благодаря скорости и знанию физических законов сохраняет это семя в его естественной теплоте». В средневековом трактате «Молот ведьм» утверждается, что демоны в качестве суккубов собирают мужское семя, хранят его в своём теле, а затем в качестве инкубов оплодотворяют женщин, сообразуясь с положением звёзд, с целью появления потомства, изначально предрасположенного ко злу под влиянием планет.
Другие же напротив полагали, что от инкуба забеременеть невозможно, поскольку его семя — не более чем подделка, порой даже очень плохая. Так Жанна д’Абади призналась Пьеру де Ланкру, что «семя дьявола было необычайно холодным, так что она не могла забеременеть от него». Случаи рождения детей от инкуба объяснялись такими демонологами тем, что демон предоставляет для рождения похищенных младенцев.
Как правило, дети инкубов описываются не менее безобразными, чем их родители. Иногда такие описания совпадают с описаниями паразитов, вроде глистов и ленточных червей, а некоторые истории о рождении детей от демона больше напоминают супружескую измену, оправдываемую тем, что якобы дух мужа являлся жене во сне, пока супруг находился далеко от дома.

## Стремление инкубов к соитию
У демонологов не было однозначного мнения и по поводу причин, по которым демоны стремились к лону женщины.
Одни считали, что причина этому — необузданная похоть демонов, что инкубы стремятся удовлетворить свою страсть к разного рода извращениям, отчего вместо того, чтобы сходиться с себе подобными, они ищут контакта с женщинами. Другие полагали, что, поскольку духи «не могут испытывать ни радости, ни удовольствия», они сходятся с человеком лишь для того, чтобы унизить его, втайне насмехаясь над своими горе-любовниками, которые, между прочим, иногда даже признавая греховность союза, не стремились избавиться от демонического поклонника. Ещё одна версия гласит, что демоны и духи природы, завидуя бессмертию человеческой души, стремятся дать такую душу своему потомству через союз с людьми.
Как бы то ни было, связь с инкубом считалась гораздо более тяжким грехом, чем супружеская измена, поскольку она приравнивалась к скотоложству, а взаимоотношения с суккубами приравнивались к мужеложству, ведь суккуб тот же дьявол, только в женском обличье. С расцветом инквизиции и судов над ведьмами описания инкубов и суккубов становились всё более устрашающими. Если в ранних сообщениях женщины и мужчины признаются в невероятных удовольствиях, которые доставляли им демонические любовники, то в поздних сообщениях женщины признаются, что соитие причиняло им невероятные боли.
Считается также, что инкуб не может соблазнить девственницу — его чары не действуют на неискушённых. В этом мнении сходятся большинство источников.

## Параллели
В действительности, средневековые демонологи не были изобретателями инкубов, поскольку истории о сношении человека с духами природы, демонами и языческими богами присутствуют во многих культурах и верованиях. В древнегреческой мифологии Зевс отличался большим распутством и влюблялся в смертных женщин, например, Семелу, родившую ему Диониса.
Римляне считали инкубов духами и приписывали им явления, которые русские приписывают домовому, то есть набрасывание ночью на сонных людей, пугание их и так далее.
Греки также знали подобного духа и называли его эфиальт (наскакивающий). Римляне считали инкубов существами одной породы с фавнами, сильванами и тому подобными существами. Сладострастные сновидения, в особенности у женщин, также приписывались посещениям инкубов. В качестве лекарства от удушения инкубами служил цветок пэонии, собиравшийся с соблюдением суеверных обрядов по ночам. По другим поверьям, также напоминающим русских домовых, инкубы считались хранителями домашних богатств, а также кладов, которые можно легко отыскать, если удастся стащить у инкуба его шапку-невидимку.
У славян инкуб связывался с Летающим или Огненным змеем.

## Упоминания в литературе
Инкубы упоминаются в фантастической юмористической повести братьев Стругацких «Понедельник начинается в субботу» и готическом романе Джеймса Риза «Книга теней»
Инкуб — разновидность оживших мертвецов, имеет обыкновение совокупляться  с  живыми. Не бывает. В теоретической магии термин „инкуб“ употребляется  в совершенно другом смысле: мера отрицательной энергии живого организма.
Также инкуб упоминается в трагедии Гёте «Фауст» в качестве духа земли — домового.
В пенталогии Сергея Лукьяненко «Ночной дозор» светлый маг Игнат, обладающий ментальной магией, ассоциируется с инкубом. Также в первой части романа «Дневного дозора» («Посторонним вход разрешён») ведьма Алиса Донникова подозревает, что её любовник — Игорь Теплов — инкуб.
Уделяется внимание этим существам в книге «Геенна огненная», автор — французский писатель Жорис Карл Гюисманс, а также в «Огненном ангеле» Валерия Брюсова.
У Алена Лекса инкубом является главный герой трилогии о глазах дракона. Герцог Л`эрт Саранциа был укушен вампиром, искавшим тайную библиотеку его деда. Поскольку вампир являлся инкубом, Л`эрт приобрёл те же способности. Все три книги он бесполезно пытается сопротивляться собственной природе, не желая быть монстром. Кроме него, одна из героинь трилогии становится суккубом после обращения им в вампира.
Инкуб также упоминается в книге «Сны инкуба» серии романов Л. Гамильтон.
В романе Умберто Эко «Имя розы» Инкуб упоминается старым монахом Убертином Казальским. Он обвинял молодых послушников в сладострастии и в желании соития с инкубом. «Было что-то от женщины, а значит от дьявола в этом юноше, который умер. Глаза, как у девицы, вожделеющей сношения с инкубом». Также появляется в книгах Райчел Мид Серия: «Джорджина Кинкейд».
В серии книг «Темная башня» Стивена Кинга инкуб оплодотворяет одну из главных героинь — Сюзанну, взяв семя у Роланда, будучи суккубом.
В рассказе «Курортный роман» Ольги Громыко инкуб фигурирует в качестве одного из главных героев, вокруг которого, собственно, и крутится весь рассказ.
Также инкубы фигурируют в серии книг Виталия Григоровского «Тайны Витч Фоллс» и в серии книг Джимма Батчера «Досье Дрездена», где они представлены вампирами, питающимися эмоциями людей.
Образ Инкуба встречаем также в романе «Ребенок Розмари» Айри Левин и одноименном психологическом триллере Романа Полански. Здесь он отождествляется с сатаной, избравшим героиню романа матерью его сына на земле и оплодотворившим ее во сне.
Встречается в романе Евгения Гаглоева «Пандемониум» под видом Огненного Дракона. Способности инкуба ему понадобились для того, чтобы родить себе сына для своего воскрешения.

## Инкубы в кино
Инкуб фигурирует в сериале Blood Ties, в эпизоде Love hurts (Любить больно), в эпизоде сериала «Зачарованные», в фильме Ink, а также в фильме Paranormal Entity («Паранормальная сущность»).
В 2011 году инкуб также фигурировал в одной из серий «Дневников Тёмного», а также снят одноименный фильм «Инкубус» в этом же году. Также Инкуб встречается в сериале «Зов Крови» (4 сезон 9 серия). Инкуб фигурирует в сериале "13 клиническая" (1 сезон, 2 серия). Фигурирует в фильме, но прямо не называется фильм «It follows». 